# Israel Wahrmann
Israel Wahrmann, magyarosan Wahrmann Izrael (Óbuda, 1755 – Pest, 1826. június 24.) a Pesti Izraelita Hitközség első főrabbija.

## Élete
Házi nevelésben részesült. 13 éves korában szülei Kismartonba adták Kaller Lázár rabbi nevelésébe. Innen Pozsonyba, majd Prágába ment Talmud-tanulmányainak folytatására, ahol az újhéber irodalommal is megismerkedett. Négy évi Prágában tartózkodás után 1781-ben visszatért hazájába. Ezután Posenben rabbinak készült. Képesítése után Keresztúron lett rabbi, majd 1796-ban Pestre ment rabbinak, ahol fő törekvése volt a zsidó iskola alapítása, melynek 1814. szeptember 8-án megnyíltával célját elérte. 1825-ben kieszközölte, hogy az izraelita gimnáziumi tanulók kötelesek legyenek zsidó isteni tiszteletet hallgatni.
Egyik unokája, Wahrmann Mór kiemelkedő karriert futott be mind a gazdasági, mind a zsidó vallási életben.

## Munkái
- Predigt zur Erweckung der Mildthätigkeit seiner Gemeinde... den 1. Febr. 1806. Ins Deutsche übersetzt von Philipp Jakobovics. Pesth, 1806.
- Patriotische Blume und Siegesfeyer, welche wegen des 18. u. 19. Oct. 1813. erfochtenen Sieges gehalten wurde. Übersetzt von Karl Kohlmann. Pesth, 1814.
- Andachtsübung der Israeliten der Kön. Freystadt Pesth zur Feyer des glücklichen Tages, an dem Se. Majestät unser Kaiser mit dem Kaiser von Russland und dem König von Preussen... diese Stadt mit Ihrem Besuche beehrten den 25. Oktober 1814. Ofen, 1814.